# Eredivisie 2024-25
La Eredivisie 2024-25 fue la 69.ª edición de la máxima competición profesional de fútbol en Países Bajos. El torneo comenzó el 9 de agosto de 2024 y finalizó el 1 de junio de 2025.
Un total de 18 equipos participaron en la competición, incluyendo 15 equipos de la temporada anterior, 2 provenientes de la Keuken Kampioen Divisie 2023-24 y ganador del playoff.
El PSV Eindhoven fue nuevamente campeón.

## Sistema de competición
La competición constó de un grupo único integrado por dieciocho clubes de toda la geografía neerlandesa. Siguiendo un sistema de liga, los dieciocho equipos se enfrentaron todos contra todos en dos ocasiones, una en campo propio y otra en campo contrario, sumando un total de 34 jornadas. El orden de los encuentros se decidió por sorteo antes de empezar la competición y la clasificación final se estableció teniendo en cuenta los puntos obtenidos en cada enfrentamiento, a razón de tres por partido ganado, uno por empate y ninguno en caso de derrota.

### Clasificación para competiciones europeas
Los tres mejores equipos se clasificaron para la Liga de Campeones de la UEFA 2025-26. El siguiente mejor equipo ubicado y el campeón de la Copa de los Países Bajos 2024-25 no clasificados a la Liga de Campeones de la UEFA 2025-26 clasificaron a la Liga Europa de la UEFA 2025-26. El siguiente mejor equipo ubicado y no clasificado a la Liga de Campeones de la UEFA 2025-26 y a la Liga Europa de la UEFA 2025-26 clasificó a la Liga Conferencia de la UEFA 2025-26 y los últimos dos descendieron a la Keuken Kampioen Divisie 2025-26.
No obstante, esta distribución pudo ser alterada si alguno de los equipos que habían obtenido una plaza en alguna competición europea a través de las competiciones nacionales hubiera obtenido una plaza diferente tras la consecución de algún título europeo en la misma temporada, o hubiera obtenido dos plazas distintas en competiciones nacionales (una a través de la Liga y otra a través de la Copa), provocando así las siguientes dos excepciones:
- Excepción de la Copa de los Países Bajos: Si un equipo obtuvo una plaza para la Liga Europa de la UEFA por ganar la Copa de los Países Bajos, pero finalizó la temporada entre los tres primeros clasificados de la Eredivisie, la plaza obtenida en Copa pasó al cuarto clasificado, siendo el equipo clasificado en quinto lugar quien accedería a la plaza de la Liga Europa de la UEFA.

## Relevos
| Pos. | Descendidos a Keuken Kampioen Divisie |
| ---- | ------------------------------------- |
| 16.º | Excelsior                             |
| 17.º | Volendam                              |
| 18.º | Vitesse                               |

| Pos. | Ascendidos de Keuken Kampioen Divisie |
| ---- | ------------------------------------- |
| 1.º  | Willem II                             |
| 2.º  | Groningen                             |
| 8.º  | NAC Breda                             |

## Información
| Equipo           | Ciudad     | Entrenador        | Capitán               | Estadio                    | Capacidad | Proveedor            |
| ---------------- | ---------- | ----------------- | --------------------- | -------------------------- | --------- | -------------------- |
| Ajax             | Ámsterdam  | Francesco Farioli | Jordan Henderson      | Johan Cruyff Arena         | 55 865    | Adidas               |
| Almere City      | Almere     | Jeroen Rijsdijk   | Thomas Robinet        | Yanmar Stadion             | 4 501     | Craft of Scandinavia |
| AZ Alkmaar       | Alkmaar    | Maarten Martens   | Bruno Martins Indi    | AFAS Stadion               | 19 478    | Nike                 |
| Feyenoord        | Róterdam   | Robin van Persie  | Quinten Timber        | Stadion Feijenoord         | 51 177    | Castore              |
| Fortuna Sittard  | Sittard    | Danny Buijs       | Ivo Pinto             | Fortuna Sittard Stadion    | 12 500    | Robey                |
| Go Ahead Eagles  | Deventer   | Paul Simonis      | Mats Deijl            | Adelaarshorst Stadion      | 10 400    | Stanno               |
| Groningen        | Groninga   | Dick Lukkien      | Leandro Bacuna        | Noordlease Stadion         | 22 550    | Robey                |
| Heerenveen       | Heerenveen | Henk Brugge INT   | Mats Köhlert          | Abe Lenstra Stadion        | 27 224    | Macron               |
| Heracles Almelo  | Almelo     | Erwin van de Looi | Brian De Keersmaecker | Asito Stadion              | 12 080    | Acerbis              |
| NAC Breda        | Breda      | Carl Hoefkens     | Jan Van den Bergh     | Estadio Rat Verlegh        | 19 000    | Nike                 |
| NEC Nijmegen     | Nimega     | Rogier Meijer     | Lasse Schøne          | Goffert Stadion            | 12 500    | Robey                |
| PSV Eindhoven    | Eindhoven  | Peter Bosz        | Luuk de Jong          | Philips Stadion            | 36 500    | Puma                 |
| RKC Waalwijk     | Waalwijk   | Henk Fraser       | Oskar Zawada          | Mandemakers Stadion        | 7 508     | Stanno               |
| Sparta Rotterdam | Róterdam   | Maurice Steijn    | Nick Olij             | Sparta Stadion Het Kasteel | 11 026    | Robey                |
| Twente           | Enschede   | Joseph Oosting    | Ricky van Wolfswinkel | De Grolsch Veste           | 30 205    | Castore              |
| Utrecht          | Utrecht    | Ron Jans          | Nick Viergever        | Estadio Galgenwaard        | 23 750    | Castore              |
| Willem II        | Tilburg    | Peter Maes        | Jesse Bosch           | Estadio Koning Willem II   | 14 800    | Robey                |
| Zwolle           | Zwolle     | Johnny Jansen     | Ryan Thomas           | MAC³PARK Stadion           | 14 000    | Adidas               |

### Cambios de entrenadores
| Equipo           | Entrenador (Jornadas)      | Fecha de vacante        | Tipo de salida                   | Posición en la tabla | Entrenador entrante   | Fecha de nombramiento  |
| ---------------- | -------------------------- | ----------------------- | -------------------------------- | -------------------- | --------------------- | ---------------------- |
| Ajax             | John van 't Schip          | 30 de octubre de 2023   | Fin de interinidad               | Pretemporada         | Francesco Farioli     | 23 de mayo de 2024     |
| NAC Breda        | Jean-Paul van Gastel       | 6 de enero de 2024      | Fin de contrato                  | Pretemporada         | Carl Hoefkens         | 8 de junio de 2024     |
| Heerenveen       | Kees van Wonderen          | 11 de marzo de 2024     | Fin de contrato                  | Pretemporada         | Robin van Persie      | 17 de mayo de 2024     |
| Almere City      | Alex Pastoor               | 15 de abril de 2024     | Fin de contrato                  | Pretemporada         | Hedwiges Maduro       | 13 de mayo de 2024     |
| Feyenoord        | Arne Slot                  | 17 de mayo de 2024      | Contratado por Liverpool         | Pretemporada         | Brian Priske          | 12 de junio de 2024    |
| Go Ahead Eagles  | René Hake                  | 11 de julio de 2024     | Contratado por Manchester United | Pretemporada         | Paul Simonis          | 7 de julio de 2024     |
| Sparta Rotterdam | Jeroen Rijsdijk (1–10)     | 1 de noviembre de 2024  | Despedido                        | 11.º                 | Nourdin Boukhari INT  | 1 de noviembre de 2024 |
| Sparta Rotterdam | Nourdin Boukhari INT (11)  | 3 de noviembre de 2024  | Fin de interinidad               | 13.º                 | Maurice Steijn        | 3 de noviembre de 2024 |
| Almere City      | Hedwiges Maduro (1 – 16)   | 18 de diciembre de 2024 | Despedido                        | 18.º                 | Jeroen Rijsdijk       | 3 de enero de 2025     |
| Feyenoord        | Brian Priske (1 – 22)      | 10 de febrero de 2025   | Despedido                        | 5.º                  | Pascal Bosschaart INT | 11 de febrero de 2025  |
| Feyenoord        | Pascal Bosschaart INT (23) | 23 de febrero de 2025   | Fin de interinidad               | 3.º                  | Robin van Persie      | 23 de febrero de 2025  |
| Heerenveen       | Robin van Persie (1 – 23)  | 23 de febrero de 2025   | Contratado por Feyenoord         | 9.º                  | Henk Brugge INT       | 23 de febrero de 2025  |

## Localización
| Región                 | N.º | Equipos                                            |
| ---------------------- | --- | -------------------------------------------------- |
| Brabante Septentrional | 4   | NAC Breda, PSV Eindhoven, RKC Waalwijk y Willem II |
| Overijssel             | 4   | Go Ahead Eagles, Heracles Almelo, Twente y Zwolle  |
| Holanda Meridional     | 2   | Feyenoord y Sparta Rotterdam                       |
| Holanda Septentrional  | 2   | Ajax y AZ Alkmaar                                  |
| Flevolanda             | 1   | Almere City                                        |
| Frisia                 | 1   | Heerenveen                                         |
| Groninga               | 1   | Groningen                                          |
| Güeldres               | 1   | NEC Nijmegen                                       |
| Limburgo               | 1   | Fortuna Sittard                                    |
| Utrecht                | 1   | Utrecht                                            |

## Clasificación
| Pos. | Equipo            | Pts. | PJ | G  | E  | P  | GF  | GC | Dif. | Clasificación 2025-26                     |
| ---- | ----------------- | ---- | -- | -- | -- | -- | --- | -- | ---- | ----------------------------------------- |
| 1    | PSV Eindhoven (C) | 79   | 34 | 25 | 4  | 5  | 103 | 39 | +64  | Fase de liga de la Liga de Campeones      |
| 2    | Ajax              | 78   | 34 | 24 | 6  | 4  | 68  | 32 | +36  | Fase de liga de la Liga de Campeones      |
| 3    | Feyenoord         | 68   | 34 | 20 | 8  | 6  | 76  | 38 | +38  | Tercera ronda de la Liga de Campeones     |
| 4    | Utrecht           | 64   | 34 | 18 | 10 | 6  | 62  | 45 | +17  | Segunda ronda de la Liga Europa           |
| 5    | AZ Alkmaar (O)    | 57   | 34 | 16 | 9  | 9  | 58  | 37 | +21  | Play-offs de acceso a la Liga Conferencia |
| 6    | Twente            | 54   | 34 | 15 | 9  | 10 | 62  | 49 | +13  | Play-offs de acceso a la Liga Conferencia |
| 7    | Go Ahead Eagles   | 51   | 34 | 14 | 9  | 11 | 57  | 55 | +2   | Fase de liga de la Liga Europa            |
| 8    | NEC Nijmegen      | 43   | 34 | 12 | 7  | 15 | 51  | 45 | +6   | Play-offs de acceso a la Liga Conferencia |
| 9    | Heerenveen        | 43   | 34 | 12 | 7  | 15 | 42  | 57 | −15  | Play-offs de acceso a la Liga Conferencia |
| 10   | Zwolle            | 41   | 34 | 10 | 11 | 13 | 43  | 51 | −8   |                                           |
| 11   | Fortuna Sittard   | 41   | 34 | 11 | 8  | 15 | 37  | 54 | −17  |                                           |
| 12   | Sparta Rotterdam  | 39   | 34 | 9  | 12 | 13 | 39  | 43 | −4   |                                           |
| 13   | Groningen         | 39   | 34 | 10 | 9  | 15 | 40  | 53 | −13  |                                           |
| 14   | Heracles Almelo   | 38   | 34 | 9  | 11 | 14 | 42  | 63 | −21  |                                           |
| 15   | NAC Breda         | 33   | 34 | 8  | 9  | 17 | 34  | 58 | −24  |                                           |
| 16   | Willem II (D)     | 26   | 34 | 6  | 8  | 20 | 34  | 56 | −22  | Play-offs de promoción de categoría       |
| 17   | RKC Waalwijk (D)  | 25   | 34 | 6  | 7  | 21 | 44  | 74 | −30  | Descenso a la Keuken Kampioen Divisie     |
| 18   | Almere City (D)   | 22   | 34 | 4  | 10 | 20 | 24  | 63 | −39  | Descenso a la Keuken Kampioen Divisie     |

Actualizado a los partidos jugados el 14 de mayo de 2025.
 Fuente: Eredivisie
Criterios de clasificación: Puntos · Diferencia de goles · Goles a favor · Puntos en enfrentamientos directos · Diferencia de goles en enfrentamientos directos · Goles a favor en enfrentamientos directos
Notas:
1. ↑  El Go Ahead Eagles ganó la Copa de los Países Bajos 2024-25, por lo tanto accede a la Fase de liga de la Liga Europa.

## Evolución de la clasificación
| Equipo           | 01 | 02 | 03  | 04   | 05  | 06  | 07  | 08  | 09  | 10 | 11 | 12 | 13 | 14 | 15 | 16 | 17  | 18  | 19  | 20  | 21  | 22  | 23 | 24 | 25  | 26  | 27 | 28 | 29 | 30  | 31 | 32 | 33 | 34 |
| ---------------- | -- | -- | --- | ---- | --- | --- | --- | --- | --- | -- | -- | -- | -- | -- | -- | -- | --- | --- | --- | --- | --- | --- | -- | -- | --- | --- | -- | -- | -- | --- | -- | -- | -- | -- |
| PSV Eindhoven    | 1  | 1  | 1   | 1    | 1   | 1   | 1   | 1   | 1   | 1  | 1  | 1  | 1  | 1  | 1  | 1  | 1   | 1   | 1   | 1   | 1   | 2   | 2  | 2  | 2   | 2   | 2  | 2  | 2  | 2   | 2  | 2  | 1  | 1  |
| Ajax             | 5  | 9  | 9*  | 12** | 7** | 9** | 5** | 5** | 5** | 2* | 2* | 3* | 3* | 2  | 3  | 2  | 2   | 2   | 2   | 2*  | 2*  | 1*  | 1  | 1  | 1   | 1   | 1  | 1  | 1  | 1^  | 1  | 1  | 2  | 2  |
| Feyenoord        | 8  | 5  | 6   | 8*   | 8*  | 5*  | 6*  | 6*  | 3*  | 4  | 4  | 4  | 4  | 4  | 4  | 4  | 4   | 4   | 4   | 4*  | 5*  | 5*  | 3  | 4  | 5*  | 4*  | 3  | 3  | 3  | 3   | 3  | 3  | 3  | 3  |
| Utrecht          | 7  | 8  | 3   | 3    | 3*  | 3*  | 3*  | 2*  | 2*  | 3* | 3* | 2* | 2* | 3  | 2  | 3  | 3   | 3   | 3   | 3   | 3   | 3   | 5  | 3  | 3   | 3   | 4  | 4  | 4  | 4^  | 4  | 4  | 4  | 4  |
| AZ Alkmaar       | 6  | 4  | 4   | 2    | 2   | 2   | 2   | 3   | 4   | 6  | 6  | 6  | 6  | 6  | 6  | 6  | 5   | 6   | 6   | 6   | 4   | 4   | 4  | 6  | 6*  | 6*  | 5  | 6  | 6  | 6   | 6  | 6  | 5  | 5  |
| Twente           | 4  | 7  | 8*  | 11*  | 6   | 4   | 4   | 4   | 6   | 5  | 5  | 5  | 5  | 5  | 5  | 5  | 6   | 5   | 5   | 5*  | 6*  | 6*  | 6  | 5  | 4   | 5   | 6  | 5  | 5  | 5   | 5  | 5  | 6  | 6  |
| Go Ahead Eagles  | 16 | 16 | 12  | 14   | 12  | 10  | 8   | 7   | 7   | 8  | 8  | 10 | 7  | 8  | 8  | 7  | 7   | 7   | 7   | 7*  | 7*  | 7*  | 7  | 7  | 7   | 7   | 7  | 7  | 7  | 7   | 7  | 7  | 7  | 7  |
| NEC Nijmegen     | 12 | 14 | 11  | 5    | 9   | 12  | 12  | 16  | 12  | 13 | 10 | 8  | 9  | 10 | 11 | 12 | 12  | 12  | 11  | 11* | 11* | 11* | 12 | 13 | 13  | 11  | 12 | 13 | 11 | 13  | 13 | 13 | 8  | 8  |
| Heerenveen       | 14 | 12 | 15* | 10*  | 15  | 11  | 15  | 15  | 16  | 12 | 14 | 12 | 12 | 14 | 10 | 10 | 11  | 9   | 10  | 10  | 10  | 9   | 9  | 8  | 9   | 10  | 11 | 8  | 10 | 8^  | 8  | 8  | 9  | 9  |
| Zwolle           | 15 | 18 | 16  | 13   | 14  | 16  | 13  | 14  | 15  | 16 | 16 | 14 | 14 | 12 | 13 | 13 | 13  | 13  | 13  | 13  | 12  | 13  | 13 | 14 | 14  | 14  | 14 | 14 | 15 | 15  | 14 | 14 | 13 | 10 |
| Fortuna Sittard  | 3  | 2  | 5*  | 6*   | 11  | 14  | 14  | 10  | 11  | 9  | 7  | 7  | 8  | 9  | 9  | 8  | 8   | 8   | 8   | 8   | 8   | 8   | 11 | 9  | 8   | 8   | 9  | 9  | 12 | 9   | 10 | 9  | 10 | 11 |
| Sparta Rotterdam | 11 | 11 | 10  | 7    | 10  | 7   | 7   | 9   | 10  | 11 | 13 | 16 | 16 | 16 | 16 | 16 | 16  | 16  | 16* | 16* | 16  | 16  | 16 | 16 | 15  | 15  | 15 | 12 | 9  | 10  | 11 | 10 | 11 | 12 |
| Groningen        | 2  | 3  | 2   | 4    | 4   | 6   | 9   | 11  | 13  | 14 | 15 | 13 | 15 | 13 | 14 | 14 | 14* | 14* | 15* | 14* | 15  | 15  | 8  | 10 | 10* | 9*  | 8  | 11 | 13 | 11  | 9  | 11 | 12 | 13 |
| Heracles Almelo  | 10 | 13 | 14  | 16   | 16  | 13  | 10  | 12  | 14  | 15 | 12 | 15 | 13 | 15 | 15 | 15 | 15* | 15* | 14* | 15* | 14  | 14  | 15 | 11 | 12  | 13  | 10 | 10 | 8  | 12  | 12 | 12 | 14 | 14 |
| NAC Breda        | 17 | 10 | 13  | 15   | 13  | 15  | 16  | 13  | 9   | 7  | 9  | 11 | 11 | 7  | 7  | 9  | 10  | 11  | 9   | 9   | 9   | 10  | 10 | 12 | 11  | 12  | 13 | 15 | 14 | 14  | 15 | 15 | 15 | 15 |
| Willem II        | 9  | 6  | 7   | 9    | 5   | 8   | 11  | 8   | 8   | 10 | 11 | 9  | 10 | 11 | 12 | 11 | 9   | 10  | 12  | 12  | 13  | 12  | 14 | 15 | 16  | 16  | 16 | 16 | 16 | 16  | 16 | 16 | 16 | 16 |
| RKC Waalwijk     | 18 | 17 | 17  | 18   | 18  | 18  | 18  | 18  | 18  | 18 | 18 | 18 | 18 | 17 | 17 | 17 | 18  | 18  | 18* | 17* | 17  | 17  | 17 | 17 | 17* | 17* | 17 | 17 | 17 | 17  | 17 | 17 | 17 | 17 |
| Almere City      | 13 | 15 | 18  | 17   | 17  | 17  | 17  | 17  | 17  | 17 | 17 | 17 | 17 | 18 | 18 | 18 | 17  | 17  | 17  | 18* | 18* | 18* | 18 | 18 | 18  | 18  | 18 | 18 | 18 | 18^ | 18 | 18 | 18 | 18 |

(*) Indica la posición del equipo con un partido pendiente
(**) Indica la posición del equipo con dos partidos pendientes
(^)  Indica la posición del equipo con un partido prejugado.

## Resultados

### Primera vuelta
| Jornada 1        | Jornada 1 | Jornada 1       | Jornada 1                  | Jornada 1    | Jornada 1 | Jornada 1    |
| Local            | Resultado | Visitante       | Estadio                    | Fecha        | Hora      | Espectadores |
| ---------------- | --------- | --------------- | -------------------------- | ------------ | --------- | ------------ |
| Groningen        | 4 – 1     | NAC Breda       | Noordlease Stadion         | 9 de agosto  | 20:00     | 21 306       |
| Feyenoord        | 1 – 1     | Willem II       | Stadion Feijenoord         | 10 de agosto | 16:30     | 47 500       |
| NEC Nijmegen     | 1 – 2     | Twente          | Goffert Stadion            | 10 de agosto | 18:45     | 12 540       |
| Almere City      | 0 – 1     | AZ Alkmaar      | Yanmar Stadion             | 10 de agosto | 20:00     | 4 222        |
| PSV Eindhoven    | 5 – 1     | RKC Waalwijk    | Philips Stadion            | 10 de agosto | 21:00     | 34 600       |
| Sparta Rotterdam | 0 – 0     | Heracles Almelo | Sparta Stadion Het Kasteel | 11 de agosto | 12:15     | 9 722        |
| Go Ahead Eagles  | 0 – 2     | Fortuna Sittard | Adelaarshorst Stadion      | 11 de agosto | 14:30     | 9 357        |
| Utrecht          | 1 – 0     | Zwolle          | Estadio Galgenwaard        | 11 de agosto | 14:30     | 0            |
| Ajax             | 1 – 0     | Heerenveen      | Johan Cruyff Arena         | 11 de agosto | 16:45     | 54 346       |

| Jornada 2       | Jornada 2 | Jornada 2        | Jornada 2                | Jornada 2    | Jornada 2 | Jornada 2    |
| Local           | Resultado | Visitante        | Estadio                  | Fecha        | Hora      | Espectadores |
| --------------- | --------- | ---------------- | ------------------------ | ------------ | --------- | ------------ |
| Fortuna Sittard | 3 – 0     | Almere City      | Fortuna Sittard Stadion  | 16 de agosto | 20:00     | 9 249        |
| Heerenveen      | 1 – 1     | Utrecht          | Abe Lenstra Stadion      | 17 de agosto | 16:30     | 24 000       |
| Twente          | 1 – 1     | Sparta Rotterdam | De Grolsch Veste         | 17 de agosto | 18:45     | 29 200       |
| AZ Alkmaar      | 1 – 0     | NEC Nijmegen     | AFAS Stadion             | 17 de agosto | 20:00     | 17 683       |
| RKC Waalwijk    | 1 – 2     | Groningen        | Mandemakers Stadion      | 17 de agosto | 21:00     | 6 492        |
| Heracles Almelo | 1 – 3     | PSV Eindhoven    | Erve Asito               | 18 de agosto | 12:15     | 11 354       |
| Willem II       | 2 – 0     | Go Ahead Eagles  | Estadio Koning Willem II | 18 de agosto | 14:30     | 13 000       |
| Zwolle          | 1 – 5     | Feyenoord        | MAC³PARK Stadion         | 18 de agosto | 14:30     | 13 656       |
| NAC Breda       | 2 – 1     | Ajax             | Estadio Rat Verlegh      | 18 de agosto | 16:45     | 19 000       |

| Jornada 3        | Jornada 3 | Jornada 3       | Jornada 3                  | Jornada 3        | Jornada 3 | Jornada 3    |
| Local            | Resultado | Visitante       | Estadio                    | Fecha            | Hora      | Espectadores |
| ---------------- | --------- | --------------- | -------------------------- | ---------------- | --------- | ------------ |
| NEC Nijmegen     | 1 – 0     | Zwolle          | Goffert Stadion            | 24 de agosto     | 18:45     | 12 540       |
| Almere City      | 1 – 7     | PSV Eindhoven   | Yanmar Stadion             | 24 de agosto     | 20:00     | 4 222        |
| NAC Breda        | 1 – 2     | Utrecht         | Estadio Rat Verlegh        | 24 de agosto     | 21:00     | 19 000       |
| Groningen        | 0 – 0     | AZ Alkmaar      | Noordlease Stadion         | 25 de agosto     | 12:15     | 21 981       |
| Heracles Almelo  | 1 – 1     | Willem II       | Erve Asito                 | 25 de agosto     | 14:30     | 11 286       |
| Sparta Rotterdam | 1 – 1     | Feyenoord       | Sparta Stadion Het Kasteel | 25 de agosto     | 14:30     | 10 599       |
| Go Ahead Eagles  | 2 – 0     | RKC Waalwijk    | Adelaarshorst Stadion      | 25 de agosto     | 16:45     | 9 813        |
| Twente           | 2 – 0     | Heerenveen      | De Grolsch Veste           | 17 de septiembre | 20:00     | 29 500       |
| Ajax             | 5 – 0     | Fortuna Sittard | Johan Cruyff Arena         | 18 de septiembre | 20:00     | 53 786       |

| Jornada 4       | Jornada 4 | Jornada 4        | Jornada 4                | Jornada 4       | Jornada 4 | Jornada 4    |
| Local           | Resultado | Visitante        | Estadio                  | Fecha           | Hora      | Espectadores |
| --------------- | --------- | ---------------- | ------------------------ | --------------- | --------- | ------------ |
| RKC Waalwijk    | 0 – 3     | AZ Alkmaar       | Mandemakers Stadion      | 30 de agosto    | 20:00     | 15 097       |
| Almere City     | 1 – 1     | Groningen        | Yanmar Stadion           | 31 de agosto    | 16:30     | 4 222        |
| Fortuna Sittard | 0 – 3     | NEC Nijmegen     | Fortuna Sittard Stadion  | 31 de agosto    | 18:45     | 10 564       |
| Heerenveen      | 4 – 0     | NAC Breda        | Abe Lenstra Stadion      | 31 de agosto    | 20:00     | 20 809       |
| Willem II       | 1 – 2     | Sparta Rotterdam | Estadio Koning Willem II | 31 de agosto    | 21:00     | 10 600       |
| Utrecht         | 2 – 1     | Twente           | Estadio Galgenwaard      | 1 de septiembre | 12:15     | 19 463       |
| Zwolle          | 3 – 0     | Heracles Almelo  | MAC³PARK Stadion         | 1 de septiembre | 14:30     | 13 731       |
| PSV Eindhoven   | 3 – 0     | Go Ahead Eagles  | Philips Stadion          | 1 de septiembre | 16:45     | 34 100       |
| Feyenoord       | 0 – 2     | Ajax             | Stadion Feijenoord       | 30 de octubre   | 20:00     | 47 500       |

| Jornada 5        | Jornada 5 | Jornada 5       | Jornada 5                  | Jornada 5        | Jornada 5 | Jornada 5    |
| Local            | Resultado | Visitante       | Estadio                    | Fecha            | Hora      | Espectadores |
| ---------------- | --------- | --------------- | -------------------------- | ---------------- | --------- | ------------ |
| PSV Eindhoven    | 2 – 0     | NEC Nijmegen    | Philips Stadion            | 14 de septiembre | 16:30     | 29 500       |
| Twente           | 1 – 1     | Zwolle          | De Grolsch Veste           | 14 de septiembre | 16:30     | 29 500       |
| Groningen        | 2 – 2     | Feyenoord       | Noordlease Stadion         | 14 de septiembre | 18:45     | 22 525       |
| NAC Breda        | 1 – 0     | Fortuna Sittard | Estadio Rat Verlegh        | 14 de septiembre | 20:00     | 18 437       |
| AZ Alkmaar       | 9 – 1     | Heerenveen      | AFAS Stadion               | 14 de septiembre | 21:00     | 16 608       |
| Sparta Rotterdam | 1 – 2     | Go Ahead Eagles | Sparta Stadion Het Kasteel | 15 de septiembre | 12:15     | 9 931        |
| Willem II        | 3 – 0     | RKC Waalwijk    | Estadio Koning Willem II   | 15 de septiembre | 14:30     | 13 000       |
| Heracles Almelo  | 0 – 0     | Almere City     | Erve Asito                 | 15 de septiembre | 16:45     | 11 744       |
| Ajax             | 2 – 2     | Utrecht         | Johan Cruyff Arena         | 4 de diciembre   | 20:00     | 53 267       |

| Jornada 6       | Jornada 6 | Jornada 6        | Jornada 6               | Jornada 6        | Jornada 6 | Jornada 6    |
| Local           | Resultado | Visitante        | Estadio                 | Fecha            | Hora      | Espectadores |
| --------------- | --------- | ---------------- | ----------------------- | ---------------- | --------- | ------------ |
| Zwolle          | 1 – 2     | AZ Alkmaar       | MAC³PARK Stadion        | 20 de septiembre | 20:00     | 13 801       |
| Utrecht         | 3 – 2     | Willem II        | Estadio Galgenwaard     | 21 de septiembre | 16:30     | 20 861       |
| RKC Waalwijk    | 1 – 2     | Sparta Rotterdam | Mandemakers Stadion     | 21 de septiembre | 18:45     | 7 179        |
| Go Ahead Eagles | 1 – 1     | Ajax             | Adelaarshorst Stadion   | 21 de septiembre | 20:00     | 9 997        |
| NEC Nijmegen    | 1 – 2     | Heracles Almelo  | Goffert Stadion         | 21 de septiembre | 21:00     | 12 540       |
| Heerenveen      | 2 – 1     | Groningen        | Abe Lenstra Stadion     | 22 de septiembre | 12:15     | 23 729       |
| Almere City     | 0 – 5     | Twente           | Yanmar Stadion          | 22 de septiembre | 14:30     | 4 222        |
| Feyenoord       | 2 – 0     | NAC Breda        | Stadion Feijenoord      | 22 de septiembre | 14:30     | 47 500       |
| Fortuna Sittard | 1 – 3     | PSV Eindhoven    | Fortuna Sittard Stadion | 22 de septiembre | 16:45     | 11 386       |

| Jornada 7        | Jornada 7 | Jornada 7       | Jornada 7                  | Jornada 7        | Jornada 7 | Jornada 7    |
| Local            | Resultado | Visitante       | Estadio                    | Fecha            | Hora      | Espectadores |
| ---------------- | --------- | --------------- | -------------------------- | ---------------- | --------- | ------------ |
| Heracles Almelo  | 2 – 1     | Heerenveen      | Erve Asito                 | 27 de septiembre | 20:00     | 11 243       |
| Willem II        | 0 – 2     | PSV Eindhoven   | Estadio Koning Willem II   | 28 de septiembre | 16:30     | 13 256       |
| NEC Nijmegen     | 1 – 1     | Feyenoord       | Goffert Stadion            | 28 de septiembre | 18:45     | 12 540       |
| Sparta Rotterdam | 1 – 1     | Fortuna Sittard | Sparta Stadion Het Kasteel | 28 de septiembre | 21:00     | 9 420        |
| Zwolle           | 1 – 0     | Almere City     | MAC³PARK Stadion           | 29 de septiembre | 12:15     | 13 492       |
| Groningen        | 0 – 1     | Go Ahead Eagles | Noordlease Stadion         | 29 de septiembre | 14:30     | 22 040       |
| Twente           | 1 – 0     | NAC Breda       | De Grolsch Veste           | 29 de septiembre | 14:30     | 29 750       |
| RKC Waalwijk     | 0 – 2     | Ajax            | Mandemakers Stadion        | 29 de septiembre | 16:45     | 7 254        |
| AZ Alkmaar       | 1 – 2     | Utrecht         | AFAS Stadion               | 29 de septiembre | 20:00     | 17 573       |

| Jornada 8       | Jornada 8 | Jornada 8        | Jornada 8               | Jornada 8    | Jornada 8 | Jornada 8    |
| Local           | Resultado | Visitante        | Estadio                 | Fecha        | Hora      | Espectadores |
| --------------- | --------- | ---------------- | ----------------------- | ------------ | --------- | ------------ |
| Almere City     | 0 – 1     | Willem II        | Yanmar Stadion          | 4 de octubre | 20:00     | 3 368        |
| NAC Breda       | 1 – 0     | NEC Nijmegen     | Estadio Rat Verlegh     | 5 de octubre | 18:45     | 18 523       |
| PSV Eindhoven   | 2 – 1     | Sparta Rotterdam | Philips Stadion         | 5 de octubre | 20:00     | 34 000       |
| Utrecht         | 3 – 2     | RKC Waalwijk     | Estadio Galgenwaard     | 5 de octubre | 21:00     | 23 750       |
| Go Ahead Eagles | 4 – 1     | Heracles Almelo  | Adelaarshorst Stadion   | 6 de octubre | 12:15     | 9 997        |
| Feyenoord       | 2 – 1     | Twente           | Stadion Feijenoord      | 6 de octubre | 14:30     | 47 500       |
| Heerenveen      | 1 – 1     | Zwolle           | Abe Lenstra Stadion     | 6 de octubre | 14:30     | 24 141       |
| Ajax            | 3 – 1     | Groningen        | Johan Cruyff Arena      | 6 de octubre | 16:45     | 53 984       |
| Fortuna Sittard | 1 – 0     | AZ Alkmaar       | Fortuna Sittard Stadion | 6 de octubre | 16:45     | 9 586        |

| Jornada 9        | Jornada 9 | Jornada 9       | Jornada 9                  | Jornada 9     | Jornada 9 | Jornada 9    |
| Local            | Resultado | Visitante       | Estadio                    | Fecha         | Hora      | Espectadores |
| ---------------- | --------- | --------------- | -------------------------- | ------------- | --------- | ------------ |
| Sparta Rotterdam | 2 – 2     | Almere City     | Sparta Stadion Het Kasteel | 19 de octubre | 16:30     | 9 743        |
| AZ Alkmaar       | 1 – 2     | PSV Eindhoven   | AFAS Stadion               | 19 de octubre | 18:45     | 18 804       |
| NEC Nijmegen     | 3 – 0     | Heerenveen      | Goffert Stadion            | 19 de octubre | 20:00     | 12 540       |
| RKC Waalwijk     | 2 – 2     | Twente          | Mandemakers Stadion        | 19 de octubre | 20:00     | 6 674        |
| Go Ahead Eagles  | 1 – 5     | Feyenoord       | Adelaarshorst Stadion      | 19 de octubre | 21:00     | 9 997        |
| Willem II        | 0 – 0     | Fortuna Sittard | Estadio Koning Willem II   | 20 de octubre | 12:15     | 12 084       |
| Groningen        | 0 – 1     | Utrecht         | Noordlease Stadion         | 20 de octubre | 14:30     | 22 160       |
| Heracles Almelo  | 3 – 4     | Ajax            | Erve Asito                 | 20 de octubre | 14:30     | 12 161       |
| Zwolle           | 1 – 2     | NAC Breda       | MAC³PARK Stadion           | 20 de octubre | 16:45     | 13 506       |

| Jornada 10      | Jornada 10 | Jornada 10       | Jornada 10              | Jornada 10    | Jornada 10 | Jornada 10   |
| Local           | Resultado  | Visitante        | Estadio                 | Fecha         | Hora       | Espectadores |
| --------------- | ---------- | ---------------- | ----------------------- | ------------- | ---------- | ------------ |
| Almere City     | 1 – 0      | NEC Nijmegen     | Yanmar Stadion          | 25 de octubre | 20:00      | 3 521        |
| Fortuna Sittard | 1 – 0      | Groningen        | Fortuna Sittard Stadion | 26 de octubre | 16:30      | 11 267       |
| PSV Eindhoven   | 6 – 0      | Zwolle           | Philips Stadion         | 26 de octubre | 18:45      | 34 100       |
| NAC Breda       | 4 – 1      | RKC Waalwijk     | Estadio Rat Verlegh     | 26 de octubre | 20:00      | 18 644       |
| Heerenveen      | 2 – 0      | Sparta Rotterdam | Abe Lenstra Stadion     | 26 de octubre | 21:00      | 23 556       |
| Utrecht         | 0 – 2      | Feyenoord        | Estadio Galgenwaard     | 27 de octubre | 12:15      | 22 396       |
| Twente          | 5 – 0      | Heracles Almelo  | De Grolsch Veste        | 27 de octubre | 14:30      | 30 000       |
| Ajax            | 1 – 0      | Willem II        | Johan Cruyff Arena      | 27 de octubre | 16:45      | 53 359       |
| AZ Alkmaar      | 2 – 2      | Go Ahead Eagles  | AFAS Stadion            | 27 de octubre | 20:00      | 18 021       |

| Jornada 11       | Jornada 11 | Jornada 11    | Jornada 11                 | Jornada 11     | Jornada 11 | Jornada 11   |
| Local            | Resultado  | Visitante     | Estadio                    | Fecha          | Hora       | Espectadores |
| ---------------- | ---------- | ------------- | -------------------------- | -------------- | ---------- | ------------ |
| Willem II        | 0 – 1      | Twente        | Estadio Koning Willem II   | 2 de noviembre | 16:30      | 12 775       |
| Ajax             | 3 – 2      | PSV Eindhoven | Johan Cruyff Arena         | 2 de noviembre | 18:45      | 54 831       |
| Heracles Almelo  | 2 – 0      | NAC Breda     | Erve Asito                 | 2 de noviembre | 18:45      | 11 912       |
| Feyenoord        | 3 – 2      | AZ Alkmaar    | Stadion Feijenoord         | 2 de noviembre | 21:00      | 47 500       |
| Fortuna Sittard  | 3 – 0      | Heerenveen    | Fortuna Sittard Stadion    | 2 de noviembre | 21:00      | 9 469        |
| Go Ahead Eagles  | 2 – 2      | Zwolle        | Adelaarshorst Stadion      | 3 de noviembre | 12:15      | 9 997        |
| NEC Nijmegen     | 6 – 0      | Groningen     | Goffert Stadion            | 3 de noviembre | 14:30      | 12 540       |
| Sparta Rotterdam | 1 – 4      | Utrecht       | Sparta Stadion Het Kasteel | 3 de noviembre | 14:30      | 10 231       |
| RKC Waalwijk     | 2 – 0      | Almere City   | Mandemakers Stadion        | 3 de noviembre | 16:45      | 6 721        |

| Jornada 12   | Jornada 12 | Jornada 12       | Jornada 12          | Jornada 12      | Jornada 12 | Jornada 12   |
| Local        | Resultado  | Visitante        | Estadio             | Fecha           | Hora       | Espectadores |
| ------------ | ---------- | ---------------- | ------------------- | --------------- | ---------- | ------------ |
| Utrecht      | 1 – 0      | Heracles Almelo  | Estadio Galgenwaard | 8 de noviembre  | 20:00      | 22 036       |
| Groningen    | 1 – 0      | Sparta Rotterdam | Noordlease Stadion  | 9 de noviembre  | 16:30      | 21 995       |
| Zwolle       | 3 – 1      | Fortuna Sittard  | MAC³PARK Stadion    | 9 de noviembre  | 18:45      | 13 772       |
| NAC Breda    | 0 – 3      | PSV Eindhoven    | Estadio Rat Verlegh | 9 de noviembre  | 20:00      | 18 844       |
| RKC Waalwijk | 0 – 3      | NEC Nijmegen     | Mandemakers Stadion | 9 de noviembre  | 21:00      | 6 911        |
| Almere City  | 1 – 4      | Feyenoord        | Yanmar Stadion      | 10 de noviembre | 12:15      | 3 877        |
| Heerenveen   | 1 – 0      | Go Ahead Eagles  | Abe Lenstra Stadion | 10 de noviembre | 14:30      | 24 497       |
| Twente       | 2 – 2      | Ajax             | De Grolsch Veste    | 10 de noviembre | 14:30      | 30 000       |
| AZ Alkmaar   | 1 – 2      | Willem II        | AFAS Stadion        | 10 de noviembre | 16:45      | 18 593       |

| Jornada 13       | Jornada 13 | Jornada 13   | Jornada 13                 | Jornada 13      | Jornada 13 | Jornada 13   |
| Local            | Resultado  | Visitante    | Estadio                    | Fecha           | Hora       | Espectadores |
| ---------------- | ---------- | ------------ | -------------------------- | --------------- | ---------- | ------------ |
| Go Ahead Eagles  | 3 – 0      | Almere City  | Adelaarshorst Stadion      | 23 de noviembre | 16:30      | 9 870        |
| Feyenoord        | 3 – 0      | Heerenveen   | Stadion Feijenoord         | 23 de noviembre | 18:45      | 47 500       |
| Heracles Almelo  | 2 – 2      | RKC Waalwijk | Erve Asito                 | 23 de noviembre | 18:45      | 11 635       |
| PSV Eindhoven    | 5 – 0      | Groningen    | Philips Stadion            | 23 de noviembre | 21:00      | 33 200       |
| Fortuna Sittard  | 1 – 2      | Twente       | Fortuna Sittard Stadion    | 23 de noviembre | 21:00      | 9 013        |
| NEC Nijmegen     | 1 – 2      | Utrecht      | Goffert Stadion            | 24 de noviembre | 12:15      | 9 013        |
| Sparta Rotterdam | 1 – 2      | AZ Alkmaar   | Sparta Stadion Het Kasteel | 24 de noviembre | 14:30      | 10 340       |
| Willem II        | 2 – 2      | NAC Breda    | Estadio Koning Willem II   | 24 de noviembre | 14:30      | 13 775       |
| Ajax             | 2 – 0      | Zwolle       | Johan Cruyff Arena         | 24 de noviembre | 16:45      | 53 677       |

| Jornada 14   | Jornada 14 | Jornada 14       | Jornada 14          | Jornada 14      | Jornada 14 | Jornada 14   |
| Local        | Resultado  | Visitante        | Estadio             | Fecha           | Hora       | Espectadores |
| ------------ | ---------- | ---------------- | ------------------- | --------------- | ---------- | ------------ |
| Heerenveen   | 1 – 1      | RKC Waalwijk     | Abe Lenstra Stadion | 29 de noviembre | 20:00      | 22 196       |
| NAC Breda    | 1 – 0      | Almere City      | Estadio Rat Verlegh | 30 de noviembre | 16:30      | 18 235       |
| Groningen    | 2 – 0      | Willem II        | Noordlease Stadion  | 30 de noviembre | 18:45      | 22 136       |
| Feyenoord    | 1 – 1      | Fortuna Sittard  | Stadion Feijenoord  | 30 de noviembre | 20:00      | 47 500       |
| Zwolle       | 1 – 0      | Sparta Rotterdam | MAC³PARK Stadion    | 30 de noviembre | 21:00      | 13 510       |
| Utrecht      | 2 – 5      | PSV Eindhoven    | Estadio Galgenwaard | 1 de diciembre  | 12:15      | 22 479       |
| AZ Alkmaar   | 1 – 0      | Heracles Almelo  | AFAS Stadion        | 1 de diciembre  | 14:30      | 18 307       |
| Twente       | 3 – 2      | Go Ahead Eagles  | De Grolsch Veste    | 1 de diciembre  | 14:30      | 29 800       |
| NEC Nijmegen | 1 – 2      | Ajax             | Goffert Stadion     | 1 de diciembre  | 16:45      | 12 650       |

| PSV Eindhoven    | 6 – 1 | Twente          | Philips Stadion            | 6 de diciembre | 20:00 |
| Go Ahead Eagles  | 5 – 0 | NEC Nijmegen    | Adelaarshorst Stadion      | 7 de diciembre | 16:30 |
| Sparta Rotterdam | 0 – 2 | NAC Breda       | Sparta Stadion Het Kasteel | 7 de diciembre | 18:45 |
| RKC Waalwijk     | 2 – 3 | Feyenoord       | Mandemakers Stadion        | 7 de diciembre | 20:00 |
| Heracles Almelo  | 2 – 2 | Fortuna Sittard | Erve Asito                 | 7 de diciembre | 21:00 |
| Groningen        | 0 – 0 | Zwolle          | Noordlease Stadion         | 8 de diciembre | 12:15 |
| AZ Alkmaar       | 2 – 1 | Ajax            | AFAS Stadion               | 8 de diciembre | 14:30 |
| Willem II        | 1 – 2 | Heerenveen      | Estadio Koning Willem II   | 8 de diciembre | 14:30 |
| Almere City      | 1 – 3 | Utrecht         | Yanmar Stadion             | 8 de diciembre | 16:45 |

| Zwolle          | 0 – 1 | Willem II        | MAC³PARK Stadion        | 13 de diciembre | 20:00 |
| Heerenveen      | 1 – 0 | PSV Eindhoven    | Abe Lenstra Stadion     | 14 de diciembre | 18:45 |
| Fortuna Sittard | 3 – 2 | RKC Waalwijk     | Fortuna Sittard Stadion | 14 de diciembre | 20:00 |
| Feyenoord       | 5 – 2 | Heracles Almelo  | Stadion Feijenoord      | 14 de diciembre | 21:00 |
| Utrecht         | 3 – 3 | Go Ahead Eagles  | Estadio Galgenwaard     | 15 de diciembre | 12:15 |
| Twente          | 2 – 0 | Groningen        | De Grolsch Veste        | 15 de diciembre | 14:30 |
| NEC Nijmegen    | 1 – 1 | Sparta Rotterdam | Goffert Stadion         | 15 de diciembre | 14:30 |
| Ajax            | 3 – 0 | Almere City      | Johan Cruyff Arena      | 15 de diciembre | 16:45 |
| NAC Breda       | 1 – 2 | AZ Alkmaar       | Estadio Rat Verlegh     | 15 de diciembre | 20:00 |

| RKC Waalwijk     | 1 – 1 | Zwolle          | Mandemakers Stadion        | 20 de diciembre | 20:00 |
| Go Ahead Eagles  | 2 – 1 | NAC Breda       | Adelaarshorst Stadion      | 21 de diciembre | 16:30 |
| Almere City      | 3 – 0 | Heerenveen      | Yanmar Stadion             | 21 de diciembre | 18:45 |
| AZ Alkmaar       | 1 – 0 | Twente          | AFAS Stadion               | 21 de diciembre | 20:00 |
| Sparta Rotterdam | 0 – 2 | Ajax            | Sparta Stadion Het Kasteel | 22 de diciembre | 12:15 |
| PSV Eindhoven    | 3 – 0 | Feyenoord       | Philips Stadion            | 22 de diciembre | 14:30 |
| Utrecht          | 2 – 5 | Fortuna Sittard | Estadio Galgenwaard        | 22 de diciembre | 14:30 |
| Willem II        | 4 – 1 | NEC Nijmegen    | Estadio Koning Willem II   | 22 de diciembre | 16:45 |
| Heracles Almelo  | 1 – 1 | Groningen       | Erve Asito                 | 28 de enero     | 20:00 |

### Segunda vuelta
| Fortuna Sittard | 0 – 3 | Go Ahead Eagles  | Fortuna Sittard Stadion | 10 de enero | 20:00 |
| Heracles Almelo | 1 – 1 | Sparta Rotterdam | Erve Asito              | 12 de enero | 16:30 |
| Ajax            | 2 – 1 | RKC Waalwijk     | Johan Cruyff Arena      | 12 de enero | 18:45 |
| Zwolle          | 2 – 1 | NEC Nijmegen     | MAC³PARK Stadion        | 12 de enero | 20:00 |
| PSV Eindhoven   | 2 – 2 | AZ Alkmaar       | Philips Stadion         | 12 de enero | 21:00 |
| Twente          | 6 – 2 | Willem II        | De Grolsch Veste        | 13 de enero | 12:15 |
| Feyenoord       | 1 – 2 | Utrecht          | Stadion Feijenoord      | 13 de enero | 14:30 |
| Groningen       | 0 – 0 | Almere City      | Noordlease Stadion      | 13 de enero | 14:30 |
| NAC Breda       | 2 – 4 | Heerenveen       | Estadio Rat Verlegh     | 13 de enero | 16:45 |

| Sparta Rotterdam | 1 – 1 | RKC Waalwijk    | Sparta Stadion Het Kasteel | 17 de enero | 20:00 |
| Zwolle           | 3 – 1 | PSV Eindhoven   | MAC³PARK Stadion           | 18 de enero | 16:30 |
| Utrecht          | 0 – 0 | AZ Alkmaar      | Estadio Galgenwaard        | 18 de enero | 18:45 |
| Willem II        | 1 – 1 | Feyenoord       | Estadio Koning Willem II   | 18 de enero | 20:00 |
| Go Ahead Eagles  | 2 – 1 | Groningen       | Adelaarshorst Stadion      | 18 de enero | 21:00 |
| NAC Breda        | 2 – 1 | Twente          | Estadio Rat Verlegh        | 19 de enero | 12:15 |
| Heerenveen       | 0 – 2 | Ajax            | Abe Lenstra Stadion        | 19 de enero | 14:30 |
| Almere City      | 0 – 2 | Heracles Almelo | Yanmar Stadion             | 19 de enero | 14:30 |
| NEC Nijmegen     | 4 – 1 | Fortuna Sittard | Goffert Stadion            | 19 de enero | 16:45 |

| Heracles Almelo | 0 – 0 | Utrecht          | Erve Asito              | 24 de enero   | 20:00 |
| PSV Eindhoven   | 3 – 2 | NAC Breda        | Philips Stadion         | 25 de enero   | 18:45 |
| Groningen       | 1 – 0 | Heerenveen       | Noordlease Stadion      | 25 de enero   | 20:00 |
| Fortuna Sittard | 1 – 4 | Zwolle           | Fortuna Sittard Stadion | 26 de enero   | 12:15 |
| RKC Waalwijk    | 2 – 0 | Willem II        | Mandemakers Stadion     | 26 de enero   | 14:30 |
| AZ Alkmaar      | 1 – 2 | Sparta Rotterdam | AFAS Stadion            | 26 de enero   | 16:45 |
| Feyenoord       | 2 – 1 | Almere City      | Stadion Feijenoord      | 22 de febrero | 19:00 |
| Twente          | 2 – 0 | NEC Nijmegen     | De Grolsch Veste        | 23 de febrero | 11:45 |
| Ajax            | 2 – 0 | Go Ahead Eagles  | Johan Cruyff Arena      | 23 de febrero | 13:30 |

| NAC Breda        | 1 – 1 | Heracles Almelo | Estadio Rat Verlegh        | 31 de enero  | 20:00 |
| Zwolle           | 3 – 3 | Utrecht         | MAC³PARK Stadion           | 1 de febrero | 18:45 |
| Heerenveen       | 2 – 2 | Fortuna Sittard | Abe Lenstra Stadion        | 1 de febrero | 20:00 |
| NEC Nijmegen     | 3 – 3 | PSV Eindhoven   | Goffert Stadion            | 1 de febrero | 21:00 |
| Almere City      | 1 – 4 | RKC Waalwijk    | Yanmar Stadion             | 2 de febrero | 12:15 |
| Go Ahead Eagles  | 2 – 2 | Twente          | Adelaarshorst Stadion      | 2 de febrero | 14:30 |
| Ajax             | 2 – 1 | Feyenoord       | Johan Cruyff Arena         | 2 de febrero | 14:30 |
| Sparta Rotterdam | 1 – 0 | Groningen       | Sparta Stadion Het Kasteel | 2 de febrero | 16:45 |
| Willem II        | 0 – 2 | AZ Alkmaar      | Estadio Koning Willem II   | 2 de febrero | 20:00 |

| Heracles Almelo | 4 – 2 | Go Ahead Eagles  | Erve Asito              | 8 de febrero | 16:30 |
| PSV Eindhoven   | 1 – 1 | Willem II        | Philips Stadion         | 8 de febrero | 18:45 |
| Groningen       | 2 – 1 | NEC Nijmegen     | Noordlease Stadion      | 8 de febrero | 20:00 |
| Feyenoord       | 3 – 0 | Sparta Rotterdam | Stadion Feijenoord      | 8 de febrero | 21:00 |
| Utrecht         | 0 – 1 | Almere City      | Estadio Galgenwaard     | 9 de febrero | 12:15 |
| Fortuna Sittard | 0 – 2 | Ajax             | Fortuna Sittard Stadion | 9 de febrero | 14:30 |
| RKC Waalwijk    | 5 – 0 | NAC Breda        | Mandemakers Stadion     | 9 de febrero | 14:30 |
| Heerenveen      | 3 – 3 | Twente           | Abe Lenstra Stadion     | 9 de febrero | 16:45 |
| AZ Alkmaar      | 2 – 0 | Zwolle           | AFAS Stadion            | 9 de febrero | 16:45 |

| Go Ahead Eagles | 1 – 0 | Sparta Rotterdam | Adelaarshorst Stadion    | 14 de febrero | 20:00 |
| PSV Eindhoven   | 2 – 2 | Utrecht          | Philips Stadion          | 15 de febrero | 16:30 |
| NAC Breda       | 0 – 0 | Feyenoord        | Estadio Rat Verlegh      | 15 de febrero | 18:45 |
| Willem II       | 1 – 3 | Groningen        | Estadio Koning Willem II | 15 de febrero | 21:00 |
| NEC Nijmegen    | 2 – 2 | Almere City      | Goffert Stadion          | 16 de febrero | 12:15 |
| Zwolle          | 1 – 1 | Heerenveen       | MAC³PARK Stadion         | 16 de febrero | 14:30 |
| Twente          | 2 – 0 | RKC Waalwijk     | De Grolsch Veste         | 16 de febrero | 14:30 |
| Ajax            | 4 – 0 | Heracles Almelo  | Johan Cruyff Arena       | 16 de febrero | 16:45 |
| AZ Alkmaar      | 1 – 0 | Fortuna Sittard  | AFAS Stadion             | 23 de febrero | 16:45 |

| RKC Waalwijk     | 1 – 2 | Fortuna Sittard | Mandemakers Stadion        | 28 de febrero | 20:00 |
| Utrecht          | 1 – 0 | NAC Breda       | Estadio Galgenwaard        | 1 de marzo    | 16:30 |
| Go Ahead Eagles  | 3 – 2 | PSV Eindhoven   | Adelaarshorst Stadion      | 1 de marzo    | 18:45 |
| Groningen        | 1 – 1 | Twente          | Noordlease Stadion         | 1 de marzo    | 20:00 |
| Feyenoord        | 0 – 0 | NEC Nijmegen    | Stadion Feijenoord         | 1 de marzo    | 21:00 |
| Heerenveen       | 3 – 1 | AZ Alkmaar      | Abe Lenstra Stadion        | 2 de marzo    | 12:15 |
| Heracles Almelo  | 4 – 2 | Zwolle          | Erve Asito                 | 2 de marzo    | 14:30 |
| Almere City      | 0 – 1 | Ajax            | Yanmar Stadion             | 2 de marzo    | 14:30 |
| Sparta Rotterdam | 4 – 0 | Willem II       | Sparta Stadion Het Kasteel | 2 de marzo    | 16:45 |

| NAC Breda       | 1 – 1 | Sparta Rotterdam | Estadio Rat Verlegh      | 7 de marzo | 20:00 |
| Fortuna Sittard | 1 – 0 | Heracles Almelo  | Fortuna Sittard Stadion  | 8 de marzo | 16:30 |
| PSV Eindhoven   | 2 – 1 | Heerenveen       | Philips Stadion          | 8 de marzo | 21:00 |
| Willem II       | 2 – 3 | Utrecht          | Estadio Koning Willem II | 9 de marzo | 12:15 |
| NEC Nijmegen    | 2 – 3 | Go Ahead Eagles  | Goffert Stadion          | 9 de marzo | 14:30 |
| Zwolle          | 0 – 1 | Ajax             | MAC³PARK Stadion         | 9 de marzo | 14:30 |
| Twente          | 1 – 0 | Almere City      | De Grolsch Veste         | 9 de marzo | 20:00 |
| AZ Alkmaar      | 2 – 2 | RKC Waalwijk     | AFAS Stadion             | 1 de abril | 19:00 |
| Feyenoord       | 4 – 1 | Groningen        | Stadion Feijenoord       | 2 de abril | 19:00 |

| Almere City      | 1 – 1 | NAC Breda       | Yanmar Stadion             | 14 de marzo | 20:30 |
| Utrecht          | 0 – 1 | NEC Nijmegen    | Estadio Galgenwaard        | 15 de marzo | 16:30 |
| Sparta Rotterdam | 1 – 1 | Zwolle          | Sparta Stadion Het Kasteel | 15 de marzo | 18:45 |
| RKC Waalwijk     | 0 – 3 | PSV Eindhoven   | Mandemakers Stadion        | 15 de marzo | 20:00 |
| Heerenveen       | 1 – 1 | Heracles Almelo | Abe Lenstra Stadion        | 15 de marzo | 21:00 |
| Go Ahead Eagles  | 1 – 0 | Willem II       | Adelaarshorst Stadion      | 16 de marzo | 12:15 |
| Groningen        | 1 – 0 | Fortuna Sittard | Noordlease Stadion         | 16 de marzo | 14:30 |
| Twente           | 2 – 6 | Feyenoord       | De Grolsch Veste           | 16 de marzo | 14:30 |
| Ajax             | 2 – 2 | AZ Alkmaar      | Johan Cruyff Arena         | 16 de marzo | 16:45 |

| NAC Breda       | 1 – 1 | Groningen        | Estadio Rat Verlegh      | 29 de marzo | 16:30 |
| Fortuna Sittard | 0 – 3 | Sparta Rotterdam | Fortuna Sittard Stadion  | 29 de marzo | 16:30 |
| Willem II       | 0 – 2 | Almere City      | Estadio Koning Willem II | 29 de marzo | 18:45 |
| NEC Nijmegen    | 3 – 3 | AZ Alkmaar       | Goffert Stadion          | 29 de marzo | 21:00 |
| Zwolle          | 2 – 0 | RKC Waalwijk     | MAC³PARK Stadion         | 29 de marzo | 21:00 |
| Utrecht         | 2 – 0 | Heerenveen       | Estadio Galgenwaard      | 30 de marzo | 12:15 |
| PSV Eindhoven   | 0 – 2 | Ajax             | Philips Stadion          | 30 de marzo | 14:30 |
| Heracles Almelo | 2 – 1 | Twente           | Erve Asito               | 30 de marzo | 14:30 |
| Feyenoord       | 3 – 2 | Go Ahead Eagles  | Stadion Feijenoord       | 30 de marzo | 16:45 |

| Heerenveen       | 3 – 1 | Willem II       | Abe Lenstra Stadion        | 4 de abril | 20:00 |
| AZ Alkmaar       | 0 – 1 | Feyenoord       | AFAS Stadion               | 5 de abril | 16:30 |
| Twente           | 1 – 1 | Fortuna Sittard | De Grolsch Veste           | 5 de abril | 18:45 |
| Groningen        | 1 – 3 | PSV Eindhoven   | Noordlease Stadion         | 5 de abril | 20:00 |
| Almere City      | 2 – 2 | Zwolle          | Yanmar Stadion             | 5 de abril | 21:00 |
| RKC Waalwijk     | 0 – 0 | Heracles Almelo | Mandemakers Stadion        | 6 de abril | 12:15 |
| Go Ahead Eagles  | 2 – 2 | Utrecht         | Adelaarshorst Stadion      | 6 de abril | 14:30 |
| Sparta Rotterdam | 2 – 0 | NEC Nijmegen    | Sparta Stadion Het Kasteel | 6 de abril | 14:30 |
| Ajax             | 3 – 1 | NAC Breda       | Johan Cruyff Arena         | 6 de abril | 16:45 |

| NEC Nijmegen     | 2 – 1 | RKC Waalwijk    | Goffert Stadion            | 11 de abril | 20:00 |
| Fortuna Sittard  | 0 – 2 | Feyenoord       | Fortuna Sittard Stadion    | 12 de abril | 16:30 |
| Sparta Rotterdam | 3 – 1 | Heerenveen      | Sparta Stadion Het Kasteel | 12 de abril | 18:45 |
| PSV Eindhoven    | 5 – 0 | Almere City     | Philips Stadion            | 12 de abril | 20:00 |
| NAC Breda        | 1 – 1 | Go Ahead Eagles | Estadio Rat Verlegh        | 12 de abril | 21:00 |
| Utrecht          | 3 – 1 | Groningen       | Estadio Galgenwaard        | 13 de abril | 12:15 |
| Heracles Almelo  | 1 – 0 | AZ Alkmaar      | Erve Asito                 | 13 de abril | 14:30 |
| Zwolle           | 1 – 1 | Twente          | MAC³PARK Stadion           | 13 de abril | 14:30 |
| Willem II        | 1 – 2 | Ajax            | Estadio Koning Willem II   | 13 de abril | 16:45 |

| Groningen       | 4 – 1 | Heracles Almelo  | Noordlease Stadion      | 23 de abril | 20:00 |
| AZ Alkmaar      | 1 – 1 | NAC Breda        | AFAS Stadion            | 24 de abril | 18:45 |
| Twente          | 1 – 3 | PSV Eindhoven    | De Grolsch Veste        | 24 de abril | 21:00 |
| RKC Waalwijk    | 0 – 4 | Utrecht          | Mandemakers Stadion     | 25 de abril | 18:45 |
| Feyenoord       | 4 – 0 | Zwolle           | Stadion Feijenoord      | 25 de abril | 21:00 |
| Fortuna Sittard | 1 – 0 | Willem II        | Fortuna Sittard Stadion | 27 de abril | 12:15 |
| Ajax            | 1 – 1 | Sparta Rotterdam | Johan Cruyff Arena      | 27 de abril | 14:30 |
| Heerenveen      | 1 – 0 | NEC Nijmegen     | Abe Lenstra Stadion     | 27 de abril | 14:30 |
| Almere City     | 0 – 0 | Go Ahead Eagles  | Yanmar Stadion          | 27 de abril | 16:45 |

| Heerenveen       | 2 – 1 | Almere City     | Abe Lenstra Stadion        | 20 de abril | 20:00 |
| Utrecht          | 4 – 0 | Ajax            | Estadio Galgenwaard        | 21 de abril | 12:15 |
| NEC Nijmegen     | 1 – 1 | Willem II       | Goffert Stadion            | 3 de mayo   | 14:30 |
| Heracles Almelo  | 1 – 4 | Feyenoord       | Erve Asito                 | 3 de mayo   | 16:45 |
| Groningen        | 6 – 1 | RKC Waalwijk    | Noordlease Stadion         | 3 de mayo   | 20:00 |
| PSV Eindhoven    | 4 – 1 | Fortuna Sittard | Philips Stadion            | 3 de mayo   | 21:00 |
| NAC Breda        | 1 – 3 | Zwolle          | Estadio Rat Verlegh        | 4 de mayo   | 12:15 |
| Go Ahead Eagles  | 0 – 3 | AZ Alkmaar      | Adelaarshorst Stadion      | 4 de mayo   | 14:30 |
| Sparta Rotterdam | 0 – 2 | Twente          | Sparta Stadion Het Kasteel | 4 de mayo   | 14:30 |

| Willem II       | 1 – 2 | Heracles Almelo  | Estadio Koning Willem II | 9 de mayo  | 20:00 |
| RKC Waalwijk    | 3 – 1 | Heerenveen       | Mandemakers Stadion      | 10 de mayo | 16:30 |
| Fortuna Sittard | 1 – 0 | NAC Breda        | Fortuna Sittard Stadion  | 10 de mayo | 18:45 |
| Almere City     | 0 – 3 | Sparta Rotterdam | Yanmar Stadion           | 10 de mayo | 21:00 |
| Zwolle          | 1 – 1 | Go Ahead Eagles  | MAC³PARK Stadion         | 11 de mayo | 12:15 |
| Twente          | 2 – 0 | Utrecht          | De Grolsch Veste         | 11 de mayo | 14:30 |
| Feyenoord       | 2 – 3 | PSV Eindhoven    | Stadion Feijenoord       | 11 de mayo | 14:30 |
| Ajax            | 0 – 3 | NEC Nijmegen     | Johan Cruyff Arena       | 11 de mayo | 16:45 |
| AZ Alkmaar      | 3 – 0 | Groningen        | AFAS Stadion             | 11 de mayo | 16:45 |

| Almere City     | 1 – 1 | Fortuna Sittard  | Yanmar Stadion           | 14 de mayo | 20:00 |
| Groningen       | 2 – 2 | Ajax             | Noordlease Stadion       | 14 de mayo | 20:00 |
| Twente          | 2 – 3 | AZ Alkmaar       | De Grolsch Veste         | 14 de mayo | 20:00 |
| Utrecht         | 1 – 1 | Sparta Rotterdam | Estadio Galgenwaard      | 14 de mayo | 20:00 |
| Feyenoord       | 2 – 0 | RKC Waalwijk     | Stadion Feijenoord       | 14 de mayo | 20:00 |
| Go Ahead Eagles | 1 – 0 | Heerenveen       | Adelaarshorst Stadion    | 14 de mayo | 20:00 |
| NEC Nijmegen    | 3 – 0 | NAC Breda        | Goffert Stadion          | 14 de mayo | 20:00 |
| PSV Eindhoven   | 4 – 1 | Heracles Almelo  | Philips Stadion          | 14 de mayo | 20:00 |
| Willem II       | 1 – 2 | Zwolle           | Estadio Koning Willem II | 14 de mayo | 20:00 |

| Ajax             | 2 – 0 | Twente            | Johan Cruyff Arena         | 18 de mayo | 14:30 |
| AZ Alkmaar       | 1 – 1 | Almere City       | AFAS Stadion               | 18 de mayo | 14:30 |
| Fortuna Sittard  | 0 – 0 | Utrecht           | Fortuna Sittard Stadion    | 18 de mayo | 14:30 |
| Heracles Almelo  | 1 – 2 | NEC Nijmegen      | Erve Asito                 | 18 de mayo | 14:30 |
| NAC Breda        | 1 – 1 | Willem II         | Estadio Rat Verlegh        | 18 de mayo | 14:30 |
| Zwolle           | 2 – 0 | Groningen         | MAC³PARK Stadion           | 18 de mayo | 14:30 |
| RKC Waalwijk     | 5 – 3 | Go Ahead Eagles   | Mandemakers Stadion        | 18 de mayo | 14:30 |
| Heerenveen       | 2 – 0 | Feyenoord         | Abe Lenstra Stadion        | 18 de mayo | 14:30 |
| Sparta Rotterdam | 1 – 3 | PSV Eindhoven (C) | Sparta Stadion Het Kasteel | 18 de mayo | 14:30 |

## Play-off para Liga Conferencia de la UEFA
|  | Semifinales | Semifinales  | Semifinales |        |   | Final      | Final | Final |  |
|  |             |              |             |        |   |            |       |       |  |
|  |             |              |             |        |   |            |       |       |  |
|  | 5           | AZ Alkmaar   | 4           |        |   |            |       |       |  |
|  | 5           | AZ Alkmaar   | 4           |        |   |            |       |       |  |
|  | 9           | Heerenveen   | 1           |        |   |            |       |       |  |
|  | 9           | Heerenveen   | 1           |        | 5 | AZ Alkmaar | 3     |       |  |
|  |             |              |             |        | 5 | AZ Alkmaar | 3     |       |  |
|  |             |              | 6           | Twente | 2 |            |       |       |  |
|  | 6           | Twente       | 6           | Twente | 2 | 3          |       |       |  |
|  | 6           | Twente       |             |        |   | 3          |       |       |  |
|  | 8           | NEC Nijmegen | 2           |        |   |            |       |       |  |
|  | 8           | NEC Nijmegen | 2           |        |   |            |       |       |  |
|  |             |              |             |        |   |            |       |       |  |

## Play-off de ascenso-descenso
Siete equipos, seis de la Eerste Divisie 2024-25 y uno de la Eredivisie, jugaron por un puesto en la Eredivisie 2025-26. Los seis equipos restantes, jugaron en la Eerste Divisie 2025-26. El equipo con menor puntuación o el equipo de la Eredivisie, jugó de local en el partido de ida.
|  | Cuartos de final | Cuartos de final | Cuartos de final | Cuartos de final | Cuartos de final |   |       | Semifinales | Semifinales | Semifinales | Semifinales | Semifinales |   |  | Final | Final | Final | Final | Final |  |
|  |                  |                  |                  |                  |                  |   |       |             |             |             |             |             |   |  |       |       |       |       |       |  |
|  |                  |                  |                  |                  |                  |   |       |             |             |             |             |             |   |  |       |       |       |       |       |  |
|  | 5                | Dordrecht        | 0                | 2                | 2                |   |       |             |             |             |             |             |   |  |       |       |       |       |       |  |
|  | 5                | Dordrecht        | 0                | 2                | 2                |   |       |             |             |             |             |             |   |  |       |       |       |       |       |  |
|  | 6                | De Graafschap    | 0                | 0                | 0                |   |       |             |             |             |             |             |   |  |       |       |       |       |       |  |
|  | 6                | De Graafschap    | 0                | 0                | 0                |   | 16    | Willem II   | 1           | 3           | 4 (5)       |             |   |  |       |       |       |       |       |  |
|  |                  |                  |                  |                  |                  |   | 16    | Willem II   | 1           | 3           | 4 (5)       |             |   |  |       |       |       |       |       |  |
|  |                  |                  | 5                | Dordrecht        | 2                | 2 | 4 (4) |             |             |             |             |             |   |  |       |       |       |       |       |  |
|  |                  |                  | 5                | Dordrecht        | 2                | 2 | 4 (4) |             |             |             |             |             |   |  |       |       |       |       |       |  |
|  |                  |                  |                  |                  |                  |   |       |             |             |             |             |             |   |  |       |       |       |       |       |  |
|  |                  |                  |                  |                  |                  |   |       |             |             |             |             |             |   |  |       |       |       |       |       |  |
|  |                  |                  |                  |                  |                  |   |       |             | 16          | Willem II   | 2           | 1           | 3 |  |       |       |       |       |       |  |
|  |                  |                  |                  |                  |                  |   |       |             |             |             |             |             | 3 |  |       |       |       |       |       |  |
|  |                  |                  | 7                | Telstar          | 2                | 3 | 5     |             |             |             |             |             |   |  |       |       |       |       |       |  |
|  | 4                | ADO Den Haag     | 7                | Telstar          | 2                | 3 | 5     | 0           | 0           | 0           |             |             |   |  |       |       |       |       |       |  |
|  | 4                | ADO Den Haag     |                  |                  |                  |   |       |             |             | 0           |             |             |   |  |       |       |       |       |       |  |
|  | 7                | Telstar          | 2                | 1                | 3                |   |       |             |             |             |             |             |   |  |       |       |       |       |       |  |
|  | 7                | Telstar          | 2                | 1                | 3                |   | 7     | Telstar     | 0           | 2           | 2           |             |   |  |       |       |       |       |       |  |
|  |                  |                  |                  |                  |                  |   | 7     | Telstar     | 0           | 2           | 2           |             |   |  |       |       |       |       |       |  |
|  |                  |                  | 9                | Den Bosch        | 0                | 1 | 1     |             |             |             |             |             |   |  |       |       |       |       |       |  |
|  | 3                | Cambuur          | 9                | Den Bosch        | 0                | 1 | 1     | 0           | 1           | 1           |             |             |   |  |       |       |       |       |       |  |
|  | 3                | Cambuur          |                  |                  |                  |   |       |             |             | 1           |             |             |   |  |       |       |       |       |       |  |
|  | 9                | Den Bosch        | 1                | 1                | 2                |   |       |             |             |             |             |             |   |  |       |       |       |       |       |  |
|  | 9                | Den Bosch        | 1                | 1                | 2                |   |       |             |             |             |             |             |   |  |       |       |       |       |       |  |
|  |                  |                  |                  |                  |                  |   |       |             |             |             |             |             |   |  |       |       |       |       |       |  |

## Estadísticas

### Récords
- Primer gol de la temporada: Anotado por Leandro Bacuna, para el Groningen contra el Breda (9 de agosto de 2024)
- Último gol de la temporada: Anotado por İbrahim Sadiq, para el AZ Alkmaar contra el Twente (25 de mayo de 2025)
- Gol más rápido: Anotado a los 4 minutos por Ibrahim Sadiq en el Almere City 0 - 1 AZ Alkmaar (10 de agosto de 2024)
- Gol más cercano al final del encuentro: Anotado a los 82 minutos por Kyan Vaesen en el Feyenoord 1 - 1 Willem II (10 de agosto de 2024)
- Mayor número de goles marcados en un partido: 10 goles, AZ Alkmaar 9 – 1 Heerenveen (14 de septiembre de 2024)
- Partido con más espectadores: 54 831, en el Ajax 3 – 2 PSV Eindhoven (2 de noviembre de 2024)
- Partido con menos espectadores: 0, en el Utrecht 1 – 0 Zwolle (11 de agosto de 2024)[38]
- Mayor victoria local: AZ Alkmaar 9 – 1 Heerenveen (14 de septiembre de 2024)
- Mayor victoria visitante: Almere City 1 – 7 PSV Eindhoven (24 de agosto de 2024)

### Máximos goleadores
Datos actualizados a 18 de mayo de 2025.
| Pos. | Jugador          | Equipo               | Goles | Part. | Prom. |
| ---- | ---------------- | -------------------- | ----- | ----- | ----- |
| 1    | Sem Steijn       | Twente               | 24    | 33    | 0.73  |
| 2    | Igor Paixão      | Feyenoord            | 16    | 34    | 0.47  |
| 3    | Troy Parrott     | AZ Alkmaar           | 14    | 28    | 0.5   |
| 4    | Luuk de Jong     | PSV Eindhoven        | 14    | 31    | 0.45  |
| 5    | Dylan Vente      | Zwolle               | 13    | 30    | 0.43  |
| 6    | Oliver Edvardsen | Go Ahead Eagles Ajax | 12    | 25    | 0.48  |
| 7    | Malik Tillman    | PSV Eindhoven        | 12    | 26    | 0.46  |
| 8    | Ricardo Pepi     | PSV Eindhoven        | 11    | 18    | 0.61  |
| 9    | Ismael Saibari   | PSV Eindhoven        | 11    | 29    | 0.38  |
| =    | Noa Lang         | PSV Eindhoven        | 11    | 29    | 0.38  |

### Máximos asistentes
Datos actualizados a 18 de mayo de 2025.
| Pos. | Jugador              | Equipo          | Goles | Part. | Prom. |
| ---- | -------------------- | --------------- | ----- | ----- | ----- |
| 1    | Oliver Antman        | Go Ahead Eagles | 15    | 32    | 0.47  |
| 2    | Ismael Saibari       | PSV Eindhoven   | 11    | 29    | 0.38  |
| 3    | Guus Til             | PSV Eindhoven   | 11    | 32    | 0.34  |
| 4    | Noa Lang             | PSV Eindhoven   | 10    | 29    | 0.34  |
| 5    | Igor Paixão          | Feyenoord       | 10    | 34    | 0.29  |
| 6    | Ivan Perišić         | PSV Eindhoven   | 8     | 27    | 0.3   |
| =    | Joey Veerman         | PSV Eindhoven   | 8     | 27    | 0.3   |
| 8    | Luuk De Jong         | PSV Eindhoven   | 8     | 31    | 0.26  |
| 9    | Souffian El Karouani | Utrecht         | 8     | 34    | 0.24  |
| 10   | Luciano Valente      | Groningen       | 7     | 32    | 0.22  |

### Mejor portero
Datos actualizados a 18 de mayo de 2025.
| Pos. | Jugador                 | Equipo           | Goles recibidos | Part. | Coef. |
| ---- | ----------------------- | ---------------- | --------------- | ----- | ----- |
| 1    | Remko Pasveer           | Ajax             | 23              | 24    | 0.96  |
| 2    | Timon Wellenreuther     | Feyenoord        | 28              | 29    | 0.97  |
| 3    | Walter Daniel Benítez   | PSV Eindhoven    | 39              | 33    | 1.18  |
| 4    | Rome-Jayden Owusu-Oduro | AZ Alkmaar       | 34              | 28    | 1.21  |
| 5    | Lars Unnerstall         | Twente           | 39              | 31    | 1.26  |
| 6    | Nick Olij               | Sparta Rotterdam | 43              | 34    | 1.26  |
| 7    | Robin Roefs             | NEC Nijmegen     | 42              | 32    | 1.31  |
| 8    | Mattijs Branderhorst    | Fortuna Sittard  | 39              | 28    | 1.39  |
| 9    | Vasilios Barkas         | Utrecht          | 44              | 31    | 1.42  |
| 10   | Jasper Schendelaar      | Zwolle           | 45              | 30    | 1.5   |

### Hat-tricks o pókers
Aquí se encuentra la lista de hat-tricks y póker de goles (en general, tres o más goles marcados por un jugador en un mismo encuentro) conseguidos en la temporada.
| Fecha      | Jugador      | Goles           | Local      | Resultado | Visitante  | Jornada   |
| ---------- | ------------ | --------------- | ---------- | --------- | ---------- | --------- |
| 14/09/2024 | Troy Parrott | 23' 48' 50' 56' | AZ Alkmaar | 9 – 1     | Heerenveen | Jornada 5 |

### Autogoles
| Fecha      | Jugador                 | Minuto        | Local            | Resultado | Visitante        | Jornada    |
| ---------- | ----------------------- | ------------- | ---------------- | --------- | ---------------- | ---------- |
| 18/08/2024 | Ivan Mesík              | 52' , 1 – 1   | Heracles Almelo  | 1 – 3     | PSV Eindhoven    | Jornada 2  |
| 24/08/2024 | Théo Barbet             | 78' , 1 – 5   | Almere City      | 1 – 7     | PSV Eindhoven    | Jornada 3  |
| 14/09/2024 | Thom van Bergen         | 33' , 0 – 1   | Groningen        | 2 – 2     | Feyenoord        | Jornada 5  |
| 15/09/2024 | Roshon van Eijma        | 52' , 3 – 0   | Willem II        | 3 – 0     | RKC Waalwijk     | Jornada 5  |
| 21/09/2024 | Raffael Behounek        | 11' , 1 – 0   | Utrecht          | 3 – 2     | Willem II        | Jornada 6  |
| 21/09/2024 | Rúnar Þór Sigurgeirsson | 53' , 3 – 2   | Utrecht          | 3 – 2     | Willem II        | Jornada 6  |
| 29/09/2024 | James Lawrence          | 78' , 1 – 0   | Zwolle           | 1 – 0     | Almere City      | Jornada 7  |
| 05/10/2024 | Arno Verschueren        | 34' , 1 – 1   | PSV Eindhoven    | 2 – 1     | Sparta Rotterdam | Jornada 8  |
| 19/10/2024 | Boyd Reith              | 10' , 0 – 2   | Sparta Rotterdam | 2 – 2     | Almere City      | Jornada 9  |
| 25/10/2024 | Thomas Ouwejan          | 79' , 1 – 0   | Almere City      | 1 – 0     | NEC Nijmegen     | Jornada 10 |
| 26/10/2024 | Leandro Bacuna          | 86' , 1 – 0   | Fortuna Sittard  | 1 – 0     | Groningen        | Jornada 10 |
| 26/10/2024 | Jasper Schendelaar      | 71' , 5 – 0   | PSV Eindhoven    | 6 – 0     | Zwolle           | Jornada 10 |
| 26/10/2024 | Fredrik Oldrup Jensen   | 45+1' , 2 – 1 | NAC Breda        | 4 – 1     | RKC Waalwijk     | Jornada 10 |
| 27/10/2024 | Mimeirhel Benita        | 38' , 1 – 0   | Twente           | 5 – 0     | Heracles Almelo  | Jornada 10 |
| 02/11/2024 | David Møller Wolfe      | 61' , 1 – 1   | Feyenoord        | 3 – 2     | AZ Alkmaar       | Jornada 11 |

## Premios

### Premios mensuales
| Mes        | Jugador del mes | Jugador del mes | Talento del mes | Talento del mes |
| Mes        | Jugador         | Equipo          | Jugador         | Equipo          |
| ---------- | --------------- | --------------- | --------------- | --------------- |
| Agosto     | Joey Veerman    | PSV Eindhoven   | Jorg Schreuders | Groningen       |
| Septiembre | Sem Steijn      | Twente          | Matteo Dams     | PSV Eindhoven   |
| Octubre    | Thomas Didillon | Willem II       | Oscar Fraulo    | Utrecht         |

## Fichajes

### Fichajes más caros del mercado de verano
| Jugador          | Club de destino | Club de origen        | Precio (€) | Ref.   |
| ---------------- | --------------- | --------------------- | ---------- | ------ |
| Malik Tillman    | PSV Eindhoven   | Bayern Munich         | 12.000.000 | [ 53 ] |
| Ryan Flamingo    | PSV Eindhoven   | Utrecht               | 9.000.000  | [ 54 ] |
| Hwang In-beom    | Feyenoord       | Estrella Roja         | 7.000.000  | [ 55 ] |
| Adamo Nagalo     | PSV Eindhoven   | Nordsjælland          | 7.000.000  | [ 56 ] |
| Troy Parrott     | AZ Alkmaar      | Tottenham Hotspur U21 | 4.000.000  | [ 57 ] |
| Ondřej Lingr     | Feyenoord       | Slavia Praga          | 4.000.000  | [ 58 ] |
| Couhaib Driouech | PSV Eindhoven   | Excelsior             | 3.500.000  | [ 59 ] |
| Ryan Flamingo    | Utrecht         | Sassuolo              | 2.750.000  | [ 60 ] |
| Jeyland Mitchell | Feyenoord       | Alajuelense           | 2.500.000  | [ 61 ] |
| Wout Weghorst    | Ajax            | Burnley               | 2.380.000  | [ 62 ] |

| Datos actualizados a 1 de diciembre de 2024. Fuentes: |

### Fichajes más caros del mercado de invierno
| Jugador             | Club de destino | Club de origen         | Precio (€) | Ref.   |
| ------------------- | --------------- | ---------------------- | ---------- | ------ |
| Youri Regeer        | Ajax            | Twente                 | 4.500.000  | [ 63 ] |
| Esmir Bajraktarević | PSV Eindhoven   | New England Revolution | 3.000.000  | [ 64 ] |
| Oliver Edvardsen    | Ajax            | Go Ahead Eagles        | 3.000.000  | [ 65 ] |
| Taylor Booth        | Twente          | Utrecht                | 2.000.000  | [ 66 ] |
| Jakub Moder         | Feyenoord       | Brighton & Hove Albion | 1.500.000  | [ 67 ] |
| Marcus Linday       | Heerenveen      | Västerås               | 1.500.000  | [ 68 ] |
| Hristiyan Petrov    | Heerenveen      | CSKA Sofía             | 500.000    | [ 69 ] |
| Arno Verschueren    | Twente          | Sparta Rotterdam       | 450.000    | [ 70 ] |
| Miliano Jonathans   | Utrecht         | Vitesse                | 300.000    | [ 71 ] |

| Datos actualizados a 4 de febrero de 2025. Fuentes: |